# Sceau-Saint-Angel
Sceau-Saint-Angel település Franciaországban, Dordogne megyében. Lakosainak száma 126 fő (2022. január 1.). Sceau-Saint-Angel Nontron, Saint-Martial-de-Valette, Saint-Front-sur-Nizonne, La Chapelle-Montmoreau, Quinsac, Saint-Front-la-Rivière és Saint-Pardoux-la-Rivière községekkel határos.

## Népesség
A település népessége az elmúlt években az alábbi módon változott:
| Lakosok száma | 192  | 129  | 122  | 121  | 124  | 122  | 124  | 127  | 127  | 126  |
|               | 1968 | 1982 | 1990 | 2006 | 2013 | 2015 | 2017 | 2019 | 2020 | 2022 |